# Robert Duguay
Robert Duguay était un journaliste sportif québécois.

## Biographie
Robert Duguay est né à L’Assomption en 1948. Un parc y honore aujourd’hui sa mémoire.
Après des études au Collège de l’Assomption, il a travaillé aux quotidiens Montréal-Matin et à La Presse.
Il est mort du cancer en novembre 1999. La Fédération professionnelle des journalistes du Québec, par la plume de Patrick Lagacé, lui a alors rendu hommage.
Le Réseau des sports a signalé sa mort en ces termes : «Duguay, un spécialiste du football, se distinguait par sa plume très colorée. Ses correspondances avec Michel Blanchard lors des séries éliminatoires de hockey avaient également été fort appréciées. D’ailleurs, tout au long de sa carrière, il a démontré une belle polyvalence, couvrant plusieurs grands événements, de la boxe au tennis, en passant par l’athlétisme.»
Daniel Lemay lui a dédié son livre Montréal football (2006).
Il était proche du journaliste Pierre Foglia.

## Sources
«Robert Duguay, 1948-1999», la Presse, 6 novembre 1999, p. G2.